# Manfred Lachs
Manfred Lachs (Stanisławów, 21 april 1914 - Den Haag, 14 januari 1993) was een Pools hoogleraar, diplomaat en jurist. Hij had een belangrijke invloed op het internationaal recht na de Tweede Wereldoorlog. Van 1967 tot 1993 was hij rechter bij het Internationale Gerechtshof in Den Haag.

## Levensloop
Lachs werd geboren in Stanisławów in Oostenrijk-Hongarije, het huidige Ivano-Frankivsk in Oekraïne. Hij behaalde zijn academische graden aan de Jagiellonische Universiteit in Krakau, inclusief zijn doctoraat in 1937. Aansluitend werkte hij enkele jaren voor de Konsularakademie (tegenwoordig de Diplomatieke Academie) in Wenen en de School of Economics in Londen. Tijdens de Tweede Wereldoorlog werd hij opgeroepen voor militaire dienst die hij vervulde als adviseur voor de Poolse regering.
In 1946 was hij een gedelegeerde voor zowel de vredesconferentie die leidde tot de Vrede van Parijs als bij de eerste Algemene Vergadering van de Verenigde Naties. Een jaar later werd hij benoemd tot directeur voor de Juridische en Verdragenafdeling van het Ministerie van Buitenlandse Zaken. In deze jaren speelde hij een rol in de belangrijkste juridische organen van de VN. Vanaf 1952 was hij hoogleraar aan de Universiteit van Warschau.
In 1960 werd hij benoemd tot juridisch adviseur van minister Adam Rapacki. Hier had hij een belangrijk aandeel in de ontwikkeling van het Rapackiplan, dat voorstelde om van Centraal-Europa (Polen, Tsjechoslowakije, de DDR en de Bondsrepubliek) een kernwapenvrije zone te maken. In 1963 werd hij opgenomen als lid van het Institut de Droit International. Tot 1966 was hij Pools afgevaardigde voor de meeste sessies van de Algemene Vergadering.
In 1966 werd hij gekozen tot rechter van het Internationale Gerechtshof in Den Haag. Deze functie oefende hij 26 jaar uit en van 1973 tot 1976 was hij president van het hof en van de commissie van het hof om de procedures te herzien. In 1990 was hij voor korte tijd bijzonder hoogleraar internationale vredes- en conflictvraagstukken op de Rölingleerstoel aan de Rijksuniversiteit Groningen.

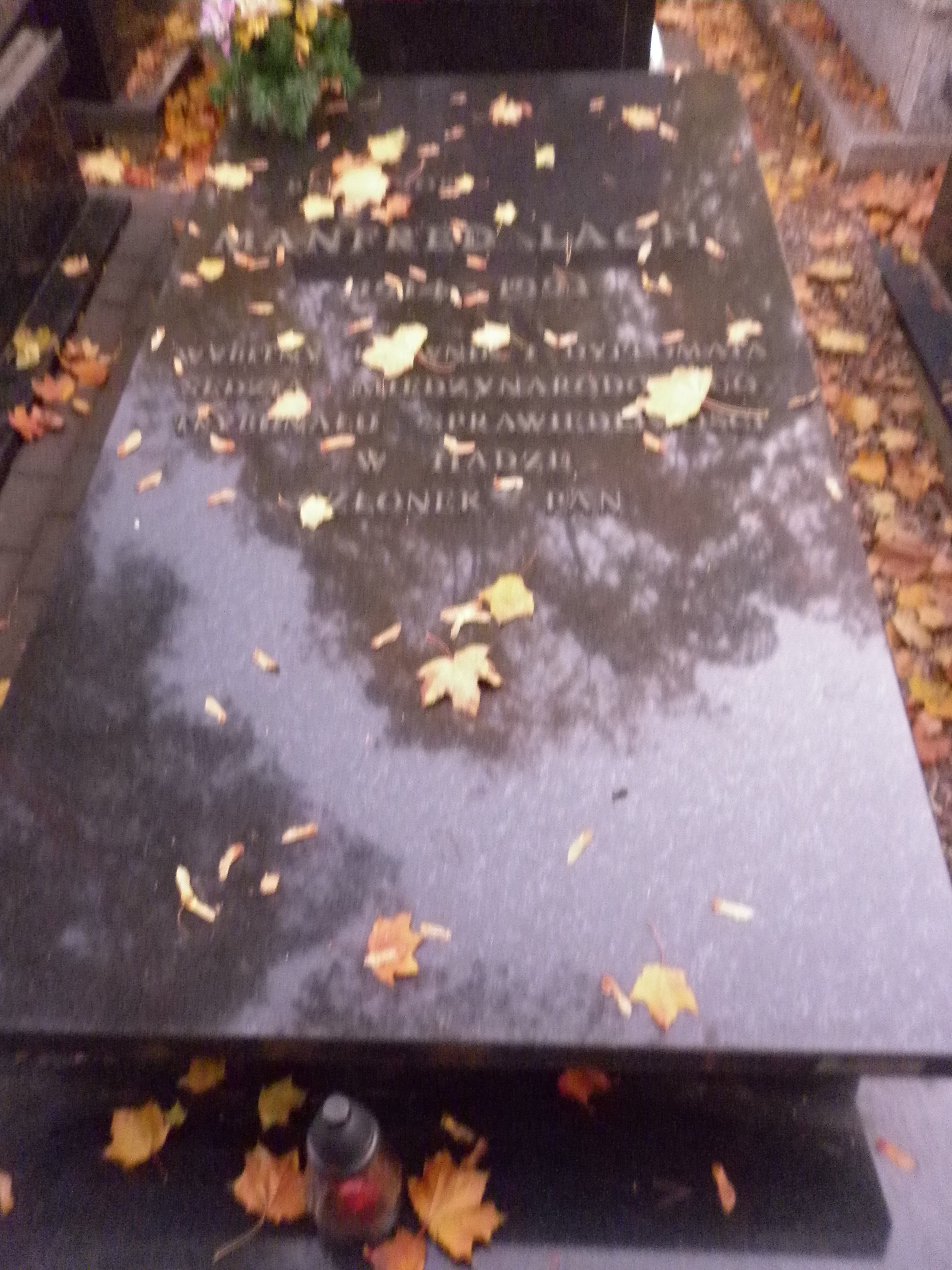
Zijn graf op de Militaire Begraafplaats Powązki in Warschau

Lachs publiceerde verschillende boeken en een groot aantal artikelen en was gasthoogleraar aan verschillende universiteiten in de wereld. Hij had een belangrijke invloed op het internationaal recht na de Tweede Wereldoorlog.
Hij overleed op 14 januari 1993 en werd begraven op de Militaire Begraafplaats Powązki in Warschau.

## Erkenning
Lachs werd vele malen onderscheiden, waaronder in 1977 met de Carnegie Wateler Vredesprijs en in 1982 met een Honorary Fellowship van het Institute of Social Studies in Leiden. Hij ontving eredoctoraten van meer dan tien universiteiten, variërend van Algiers, Brussel en New Delhi tot New York.
Na zijn dood werd het Manfred Lachs Space Law Moot in Leiden naar hem vernoemd. De Veiligheidsraad van de Verenigde Naties nam op 4 februari 1993 Resolutie 805 aan, waarin ze het overlijden van Lachs betreurt en overgaat tot de benoeming van een opvolger als rechter van het Strafhof.